# عملية أوفرلورد
عملية أوفرلورد (بالإنجليزية: Operation Overlord)‏ هو الاسم الكودي لغزو شمال غرب أوروبا في الحرب العالمية الثانية من قبل قوات الحلفاء.
بدأت العملية بغزو نورماندي في 6 يونيو 1944، في أكبر عملية إبرار في التاريخ، حيث عبر القناة الإنجليزية ما يقرب من مائةُ وستون ألف مقاتل في ذلك اليوم، وبنهاية أغسطس، كان عددهم قد وصل إلى 3 ملايين مقاتل.
قوات الحلفاء التي وصلت المعركة في نورماندي في «يوم العملية» أو «D-Day» كما يطلق عليها العسكريون والمقصود به يوم الهبوط نفسه جاءت من كندا والمملكة المتحدة والولايات المتحدة الأمريكية. كما اشترك أيضا في القتال قوات حرة فرنسية وبولندية بعد مرحلة الهجوم، وكان هناك أيضا اتصالات من بلجيكا وتشيكوسلوفاكيا واليونان وهولندا والنرويج.
أما بقية قوات الحلفاء فاشتركت في القوات البحرية والجوية، وعندما تم تأمين رؤوس الشواطئ، تم القيام بحشد للقوات على الشواطئ لمدة ثلاثة أسابيع قبل البدأ بعملية كوبرا، والتي بدأت الخروج من حصار الألمان لرؤوس الشواطئ.
استمرت معركة نورماندي لأكثر من شهرين بحملات تهدف لتثبيت أقدام الحلفاء في فرنسا، وانتهت بمعركة جيب فاليز، وتحرير باريس في 25 أغسطس 1944، واكتمال انسحاب الألمان لما وراء السين في 30 أغسطس من العام نفسه.

## التحضيرات ليوم الهجوم

### تحضيرات الحلفاء
إن اتساع المساحات في الشرق يسمح بفقدان الأرض بدون أن تعاني ألمانيا من ضربة قاضية لفرصها في البقاء، بعكس الغرب! حيث إذا نجح العدو هناك، ستيرتب على نجاحه العديد من العوافب الوخيمة في وقت قصير.
في يونيو 1940، انتصر الفوهرر أدولف هتلر في ما أسماه «أشهر نصر في التاريخ»، سقوط فرنسا. أما البريطانيون، فنجوا من الهلاك عندما قاموا بسحب 300,000 مقاتل من دونكيرك. وصرح رئيس وزراء المملكة المتحدة ونستون تشرشل في أحد خطبه الشهيرة أنه يؤيد غزو فرنسا وتحريرها من ألمانيا النازية.
وتبعاً لذلك، قام شيرشل في إعلان مشترك مع كلا من السكرتير العام للحزب الشيوعي بالاتحاد السوفيتي ورئيس الولايات المتحدة الأمريكية فرانكلين د. روزفلت، بالإعلان عن تفهمهم التام لضرورة إقامة جبهة ثانية في أوروبا في 1942. كما أعلم تشيرشل السوفييت بصورة غير رسمية في ملحوظة سلمت إلى مولوتوف أن هناك عجز الموارد اللازمة للقيام بغزو عام 1942.